# Délai de commutation

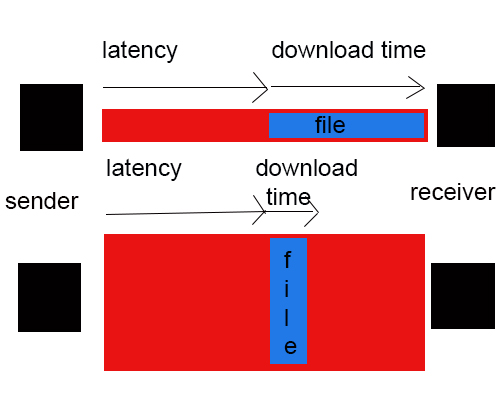
Représentation schématique du délai entre chaque information transmise par une trame.

Le délai de commutation est le temps nécessaire à un commutateur pour recevoir complètement un paquet et le retransmettre sur un système à commutation de paquets en mode différé (ou mode Store and Forward).

## Description
Le délai de commutation est généralement mesuré en multiples ou en fractions de seconde. Le délai peut différer légèrement, selon l'emplacement de la paire spécifique de points de terminaison de communication. Les ingénieurs signalent généralement à la fois le délai maximum et le délai moyen, et ils divisent le délai en plusieurs parties :
- Délai de traitement - temps nécessaire à un routeur pour traiter l'en-tête du paquet
- Délai de mise en file d'attente - temps que le paquet passe dans les files d'attente de routage
- Délai de transmission - temps nécessaire pour pousser les bits du paquet sur le lien
- Délai de propagation - temps pour qu'un signal se propage à travers le média

Un certain niveau minimum de retard est subi par les signaux en raison du temps qu'il faut pour transmettre un paquet en série via une liaison. Ce délai est prolongé par des niveaux de délai plus variables en raison de la congestion du réseau. Les délais du réseau IP peuvent aller de quelques millisecondes à plusieurs centaines de millisecondes.